# Peter Saili
Pour les articles homonymes, voir Saili.

a Compétitions nationales et continentales officielles uniquement.

b Matchs officiels uniquement.
Dernière mise à jour le 3 août 2022.
Peter Saili, né le 4 janvier 1988 à Auckland (Nouvelle-Zélande), est un joueur néo-zélandais de rugby à XV évoluant aux postes de troisième ligne centre ou troisième ligne aile. Il mesure 1,90 m pour 114 kg.
Il est le frère du centre international néo-zélandais Francis Saili qui évolue avec le Biarritz olympique depuis 2020.

## Carrière

### En club
Peter Saili est né à Auckland, et suit sa formation rugbystique au St Peter's College.
Il commence sa carrière professionnelle en 2008 avec l'équipe d'Auckland en NPC,. 
L'année suivante, il fait ses débuts en Super Rugby avec la franchise des Blues. Il joue six saisons avec cette équipe, avant d'être libéré de son contrat en janvier 2015.
Dans la foulée de son départ des Blues, il rejoint le club français de l'Union Bordeaux Bègles en février 2015 en tant que joueur supplémentaire pour un contrat d'une saison et demie,. Il joue son premier match de Top 14 le 21 février 2015 contre le RC Toulon.
Après avoir vécu une saison blanche avec l'UBB en 2016-2017 en raison d'une rupture du tendon rotulien, il signe avec la Section paloise pour une durée de trois saisons à partir de la saison suivante. Peu utilisé à Pau, il est libéré de son contrat de façon anticipée en février 2019.
En 2019, il rejoint le club de Valence Romans, tout juste promu en Pro D2 pour la saison 2019-2020. Il quitte le club en juin 2021, après la relégation du club en Nationale.

### En équipe nationale
Peter Saili joue pour la sélection scolaire néo-zélandaise (en) en 2006,.
Il représente ensuite la sélection néo-zélandaise des moins de 19 ans qui remporte le mondial junior en Irlande,.
Il est également retenu avec l'équipe de Nouvelle-Zélande des moins de 20 ans en 2008. Avec cette équipe, il remporte le championnat du monde junior 2008.
En avril 2015, en vertu de ses origines, il est retenu dans le groupe élargi à 58 joueurs de la sélection samoane, dans le cadre de la préparation à la Coupe du monde 2015. Il ne sera cependant pas retenu dans le groupe définitif de 31 joueurs.

## Palmarès

### En club et province
- 64 matchs de NPC avec Auckland.
- 71 matchs de Super Rugby avec les Blues.

### En équipe nationale
- Vainqueur du Championnat du monde des moins de 19 ans en 2007.
- Vainqueur du Championnat du monde des moins de 20 ans en 2008.